# Esquilo-amazônico-do-sul

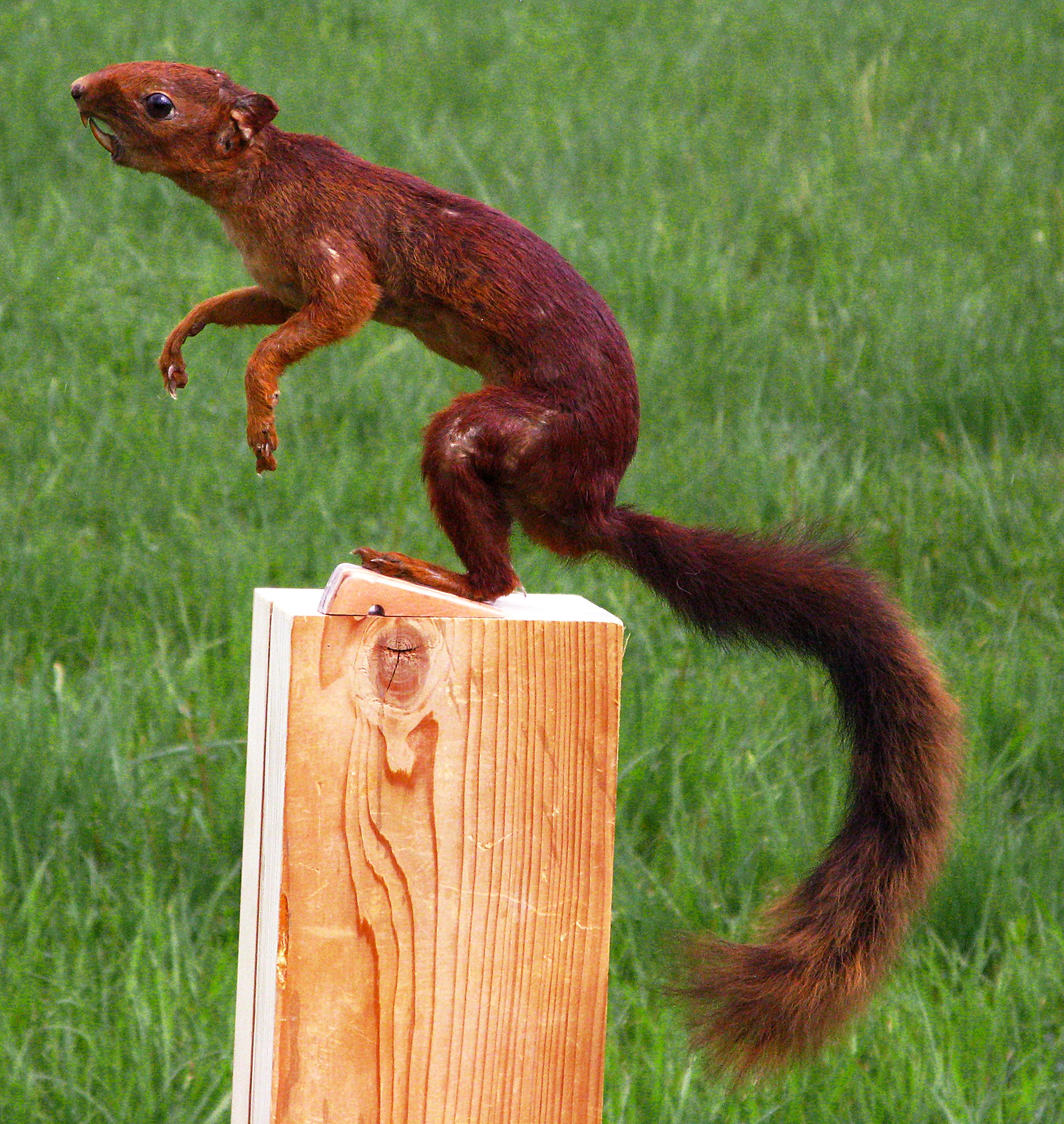
Hadrosciurus spadiceus (Esquilo amazônico do sul), espécime taxidermizado.

O Esquilo-amazônico-do-sul, nome científico: Hadrosciurus spadiceus, é uma espécie de esquilo da América do Sul.
Ocorre no Brasil, Bolívia, Colômbia, Equador e Peru.
Esta espécie é relativamente grande em tamanho e tem uma pelagem marrom avermelhado.
- Este artigo foi inicialmente traduzido, total ou parcialmente, do artigo da Wikipédia em inglês cujo título é «Southern Amazon Red Squirrel», especificamente desta versão.